# Aleksandra Těšínská
Aleksandra Těšínská (polsky Aleksandra cieszyńska) (narozena po roce 1412, zemřela po 6. říjnu 1460) – kněžna těšínská z těšínské větve Piastovců.

## Život
Aleksandra byla dcera těšínského knížete Boleslava I. a jeho ženy Eufemie Mazovské. Jméno dostala po své babičce - Alexandře Olgierdowně (1370–1434)
Byla provdána za uherského palatina Vladislava z Gary. V manželství se narodily dvě děti: syn Job a dcera Anna.

## Smrt
Přesné datum úmrtí není známo. V listinách se naposledy objevuje 6. října 1460. Místo pohřbení není známo.